# Bezinningscentrum Godsheide
Het Bezinningscentrum Godsheide was tot 2008 een religieus bezinningscentrum te Godsheide, Hasselt (België), van de paters jezuïeten. Daarna veranderde de bestemming van het gebouw in een orthopedagogisch centrum van het Observatie- en behandelingscentrum Bethanië.

## Architectuur

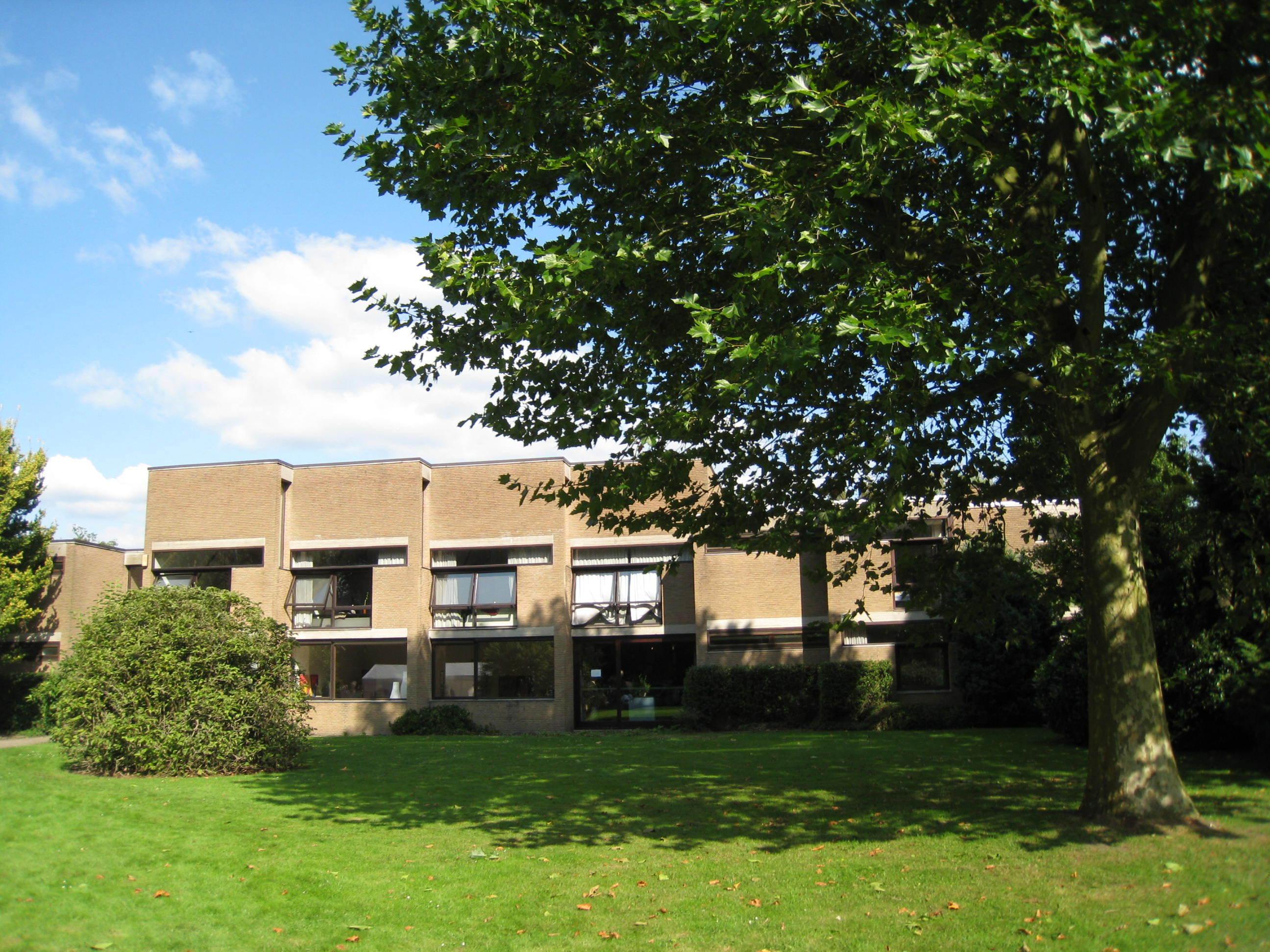
Bezinningscentrum Godsheide, Hasselt, 1968

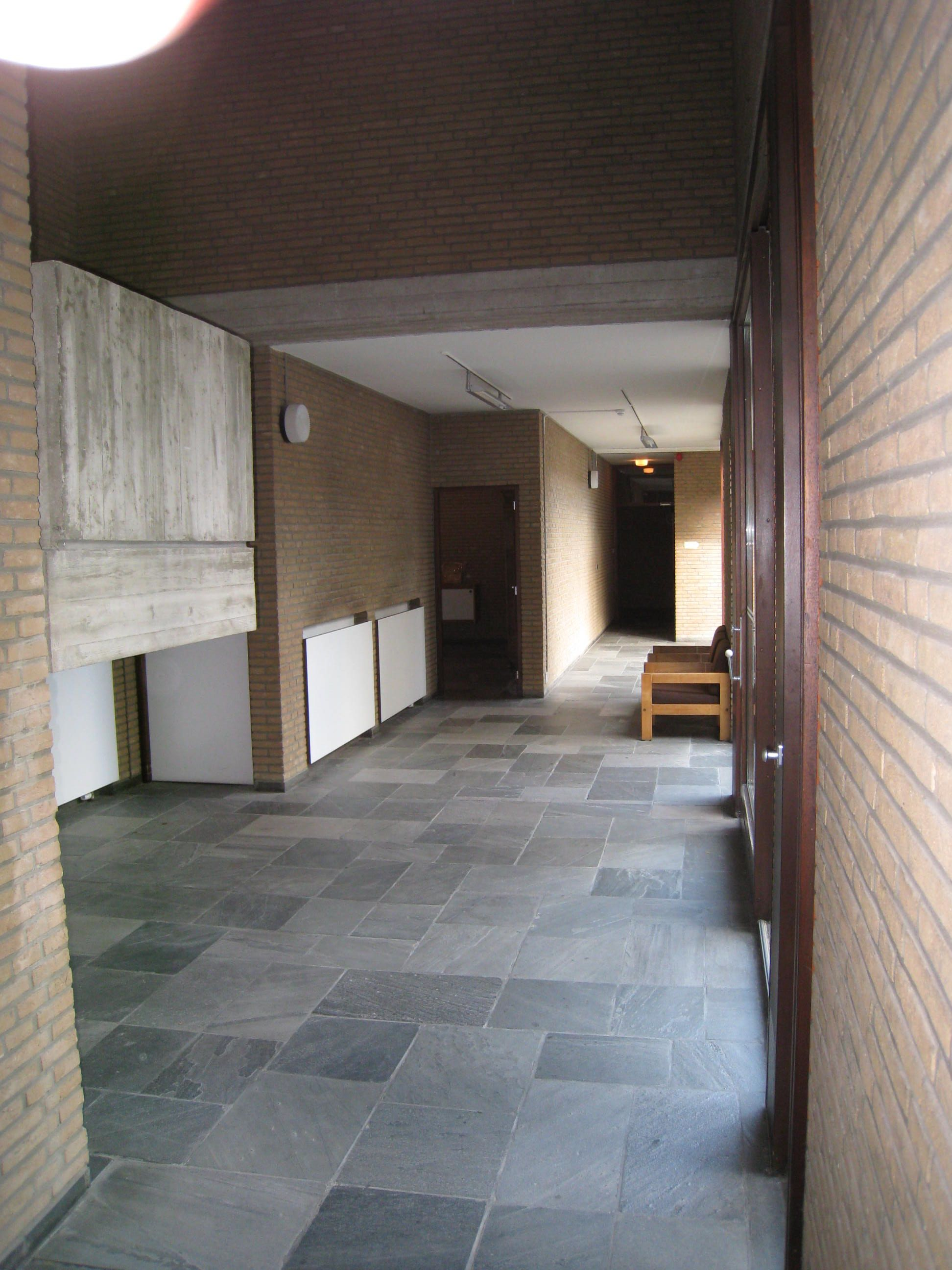
Woonstraat in Bezinningscentrum Godsheide

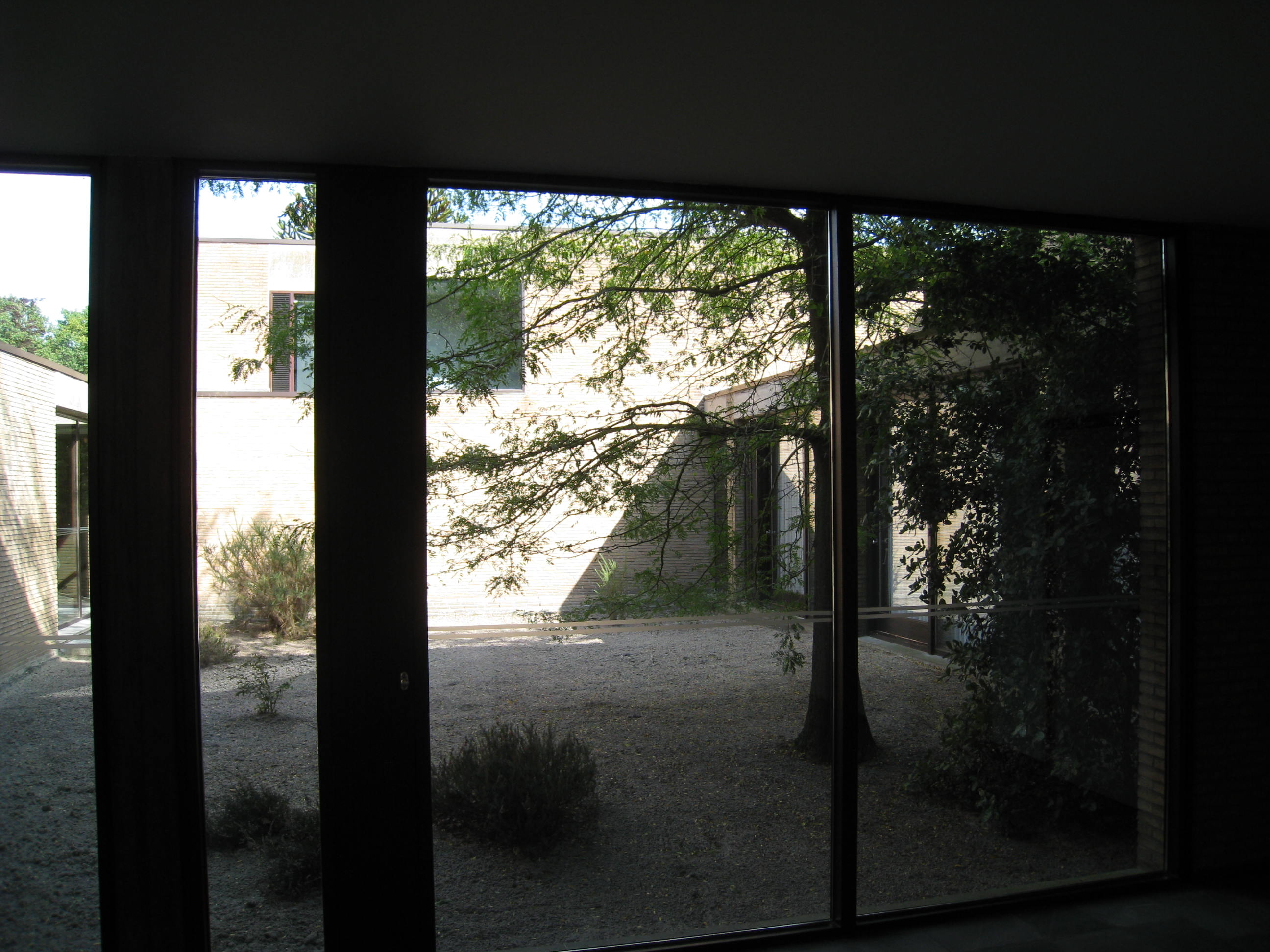
Binnentuin "Woestijn", Bezinningscentrum Godsheide

Het voormalige bezinningscentrum werd ontworpen en gebouwd in 1968-1969 door architect Marc Dessauvage. Het was destijds door de vormgeving, het sobere materiaalgebruik (baksteen, zichtbeton en houten schrijnwerk) en de inpassing in de natuurlijke omgeving richtinggevend in het Vlaamse architectuurlandschap.
Het Bezinningscentrum Godsheide is geconcipieerd als een vorm van collectief wonen voor bezinning in een natuurlijke omgeving en gekenmerkt door een sprekend besef van geborgenheid. De architect zet daar alle architecturale middelen voor in om tot dat doel te komen. Met name de inpassing in het bosrijke landschap, de aanwending van binnentuinen genoemd woestijn en oase als overgang tussen de kapel verzonken in een crypte, de bijzondere aandacht voor binnen-buiten relaties, het expressieve spel van licht en de weergaloze ruimtewerking.
Rond een aantal gemeenschappelijke ruimten situeert de ontwerper de diverse gastenkamers, de refter en een ontspanningsruimte, alle verbonden met het omliggende landschap via bedachte raampartijen. Dit concept weerspiegelt een stedelijke opbouw: de gastenkamers staan voor de huizen, de gangen vormen straten, de binnenruimten zijn de pleinen en de binnentuinen vormen de parken.
Dit concept vindt men ook terug in het Burgerweeshuis van Aldo van Eyck, maar dan uitgewerkt voor een ander programma. Daarbij verbindt een gang niet de verschillende private ruimtes maar ruime plekken waar men kan vertoeven zoals voegwoorden tussen zinnen.

## Nieuwe bestemming van het gebouw
Vanaf 1 september 2008 veranderde het gebouw van bestemming als een orthopedagogisch centrum. Met name het Observatie- en behandelingscentrum Bethanië wendt het gebouw sindsdien aan om ongeveer 130 kinderen met gedrags- en emotionele moeilijkheden te begeleiden en therapeutische steun te verlenen.

Om deze nieuwe activiteit mogelijk te maken onderging het gebouw onder meer omwille van de brandveiligheid een aantal ingrepen en aanpassingen. Dit hield in het aanbrengen van schotten in de woonstraten als een vorm van compartimentering, het plaatsen van keukens in de gemeenschappelijke gedeelten, het installeren van een bijkomende buitentrap en een uitgebreid brandmeldingssysteem. Het exterieur van het gebouw bleef nagenoeg intact. De aanpassingen aan het interieur doen echter wel afbreuk aan de oorspronkelijke boeiende ruimtebeleving van het geheel.